# Macrocheira kaempferi
Il granchio gigante del Giappone (Macrocheira kaempferi Temminck, 1836) è il più grande artropode vivente.
È una specie particolarmente antica di granchio, considerata un fossile vivente in quanto unica specie vivente del genere Macrocheira; altre specie del genere sono state descritte solo come fossili.
Vive nelle profondità dell'Oceano Pacifico (200-300 m sotto il livello del mare) nei pressi del Giappone. Ha una vita media di circa 100 anni.

## Descrizione
Nella maturità può raggiungere una apertura delle zampe sino a 4 m, con una dimensione del corpo sino a 37 cm ed un peso sino a 20 kg. 
Il granchio ha un corpo di color arancione, ma ha punti bianchi nelle sue sottili zampe. Gli artigli
degli esemplari maschi divengono più lunghi delle sue zampe; quando aperti questi possono 
allungarsi per 3 metri. La larghezza del guscio, ovale e arrotondato può arrivare a 30 cm,
e raggiungere la lunghezza di 40 cm.
I suoi occhi compositi sono situati sulla parte anteriore, e due aculei (spine) sporgono tra essi.
Gli esemplari più giovani sono caratterizzati da peli e spine sul guscio, e i loro aculei frontali sono
più lunghi, ma questi gradualmente si atrofizzano quando diventano più vecchi.

## Distribuzione e habitat
La M. kaempferi  è diffusa nell'area del Pacifico che circonda l'arcipelago del Giappone.
Predilige i fondali sabbiosi a profondità di 150 - 800 m, più frequentemente tra i 200 e i 300 m. In primavera depone le uova su fondali meno profondi (50 m).

## Consumo

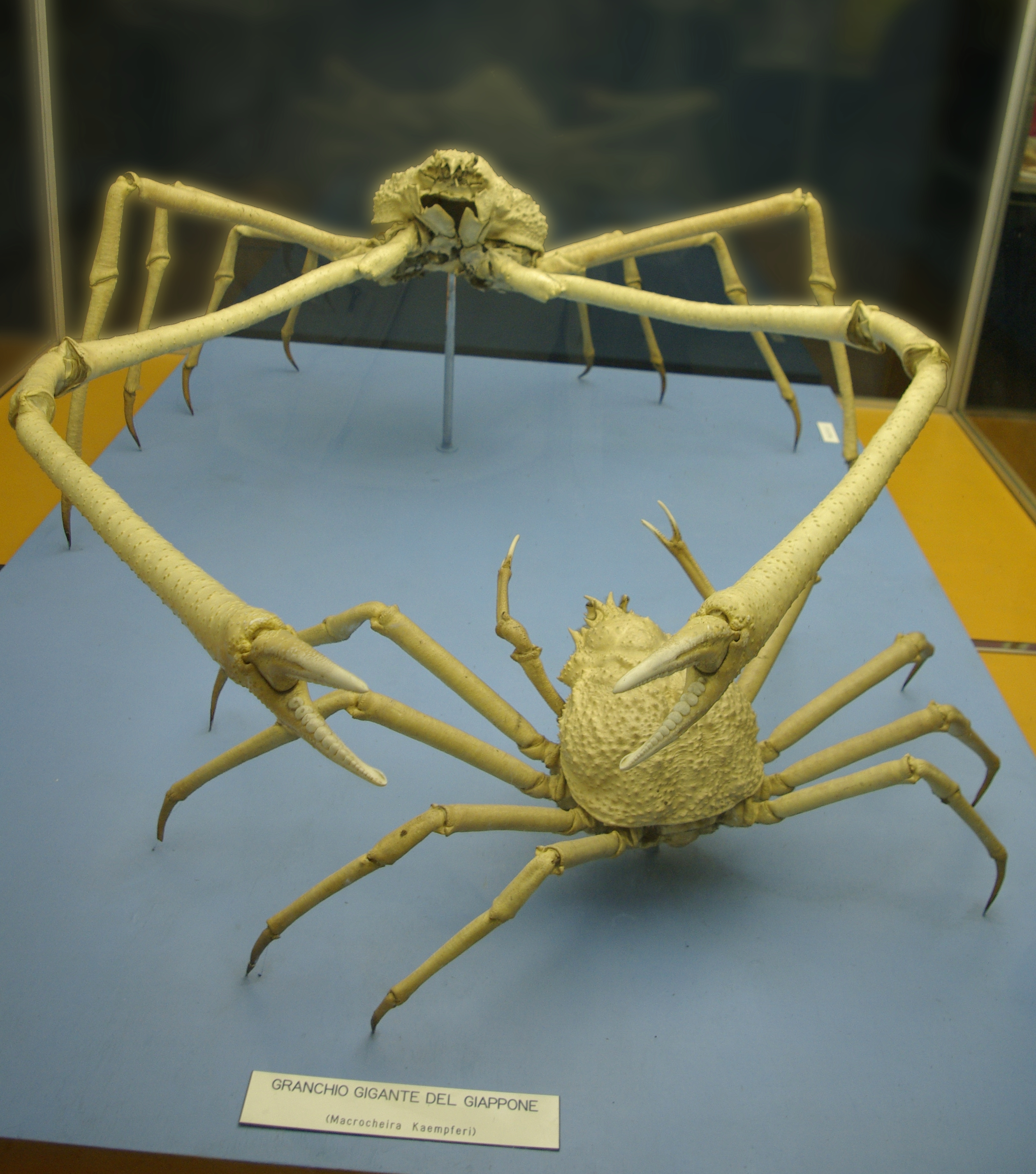
Esemplari maschio e femmina del granchio gigante giapponese, esposti al Museo di Scienze Naturali di Milano

Il granchio gigante giapponese viene catturato utilizzando piccole reti a strascico ed è mangiato dopo averlo salato e stufato. Si trova presso la baia di Sagami, Suruga e Tosa e anche intorno alle isole Izu. La caccia di questo granchio è vietata durante la primavera, quando rilascia le sue uova.
È considerato una specialità intorno alla baia di Suruga, ma il numero dei granchi è diminuito negli anni recenti, e sono in corso tentativi per la sua protezione. Nella prefettura di Wakayama, i granchi sono catturati quando si muovono nelle acque meno profonde in primavera.
Questi granchi sono anche usati per motivi di ricerca e ornamentali. Hanno un carattere mite e sono spesso allevati in acquario.